# Ficus craterostoma
Ficus craterostoma är en mullbärsväxtart som beskrevs av Otto Warburg, Gottfried Wilhelm Johannes Mildbraed och Burr.. Ficus craterostoma ingår i släktet fikonsläktet, och familjen mullbärsväxter. Inga underarter finns listade i Catalogue of Life.

## Bildgalleri

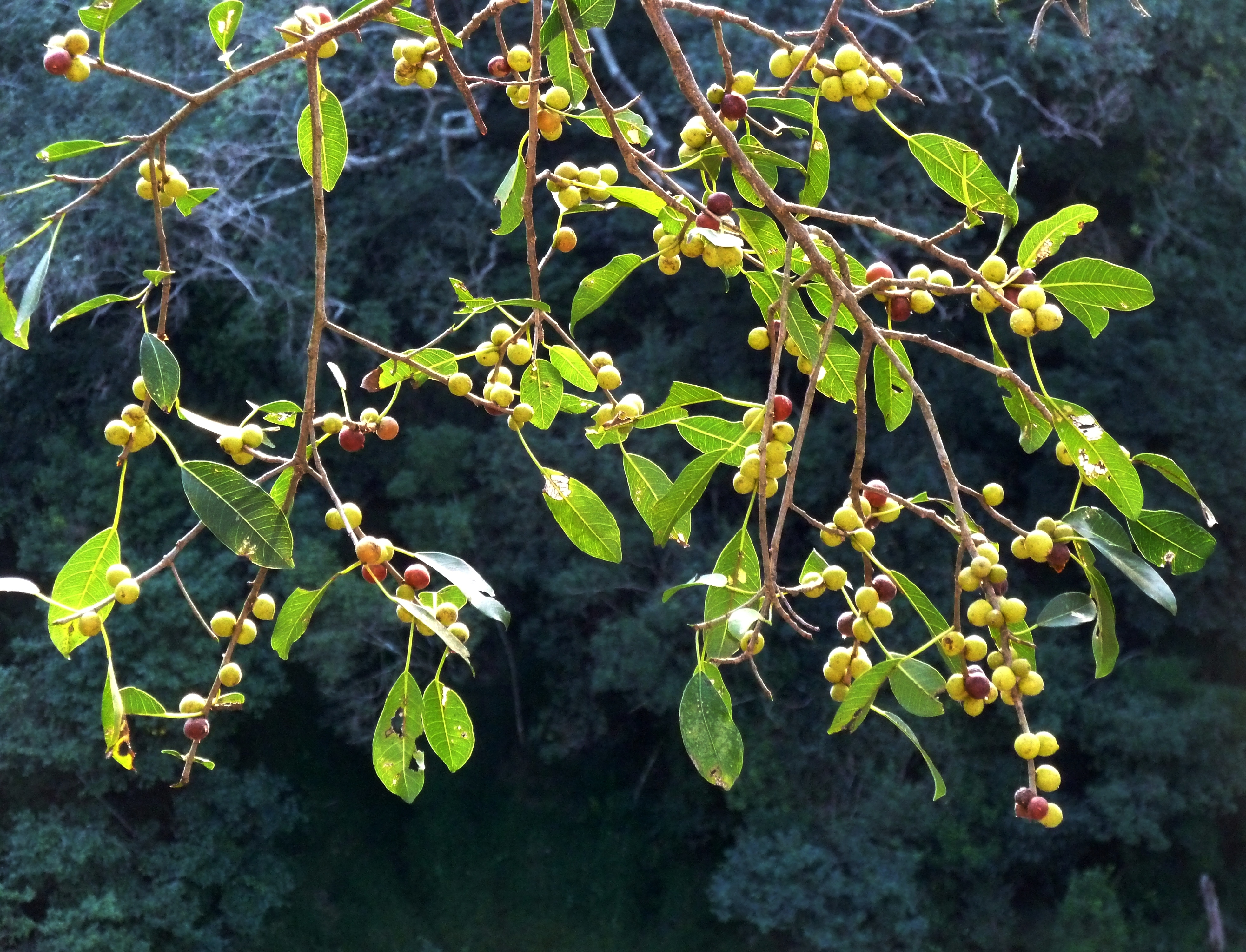
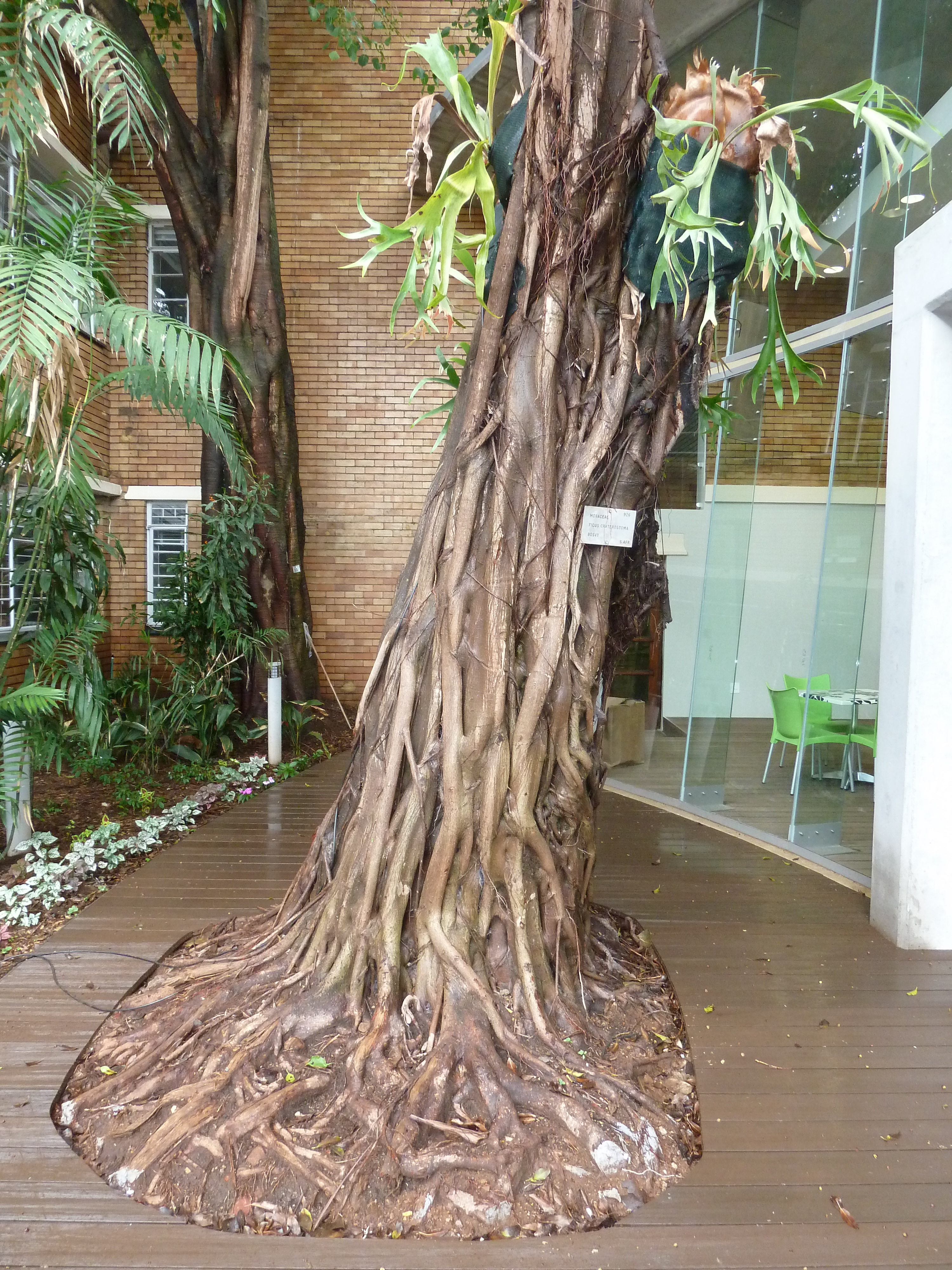
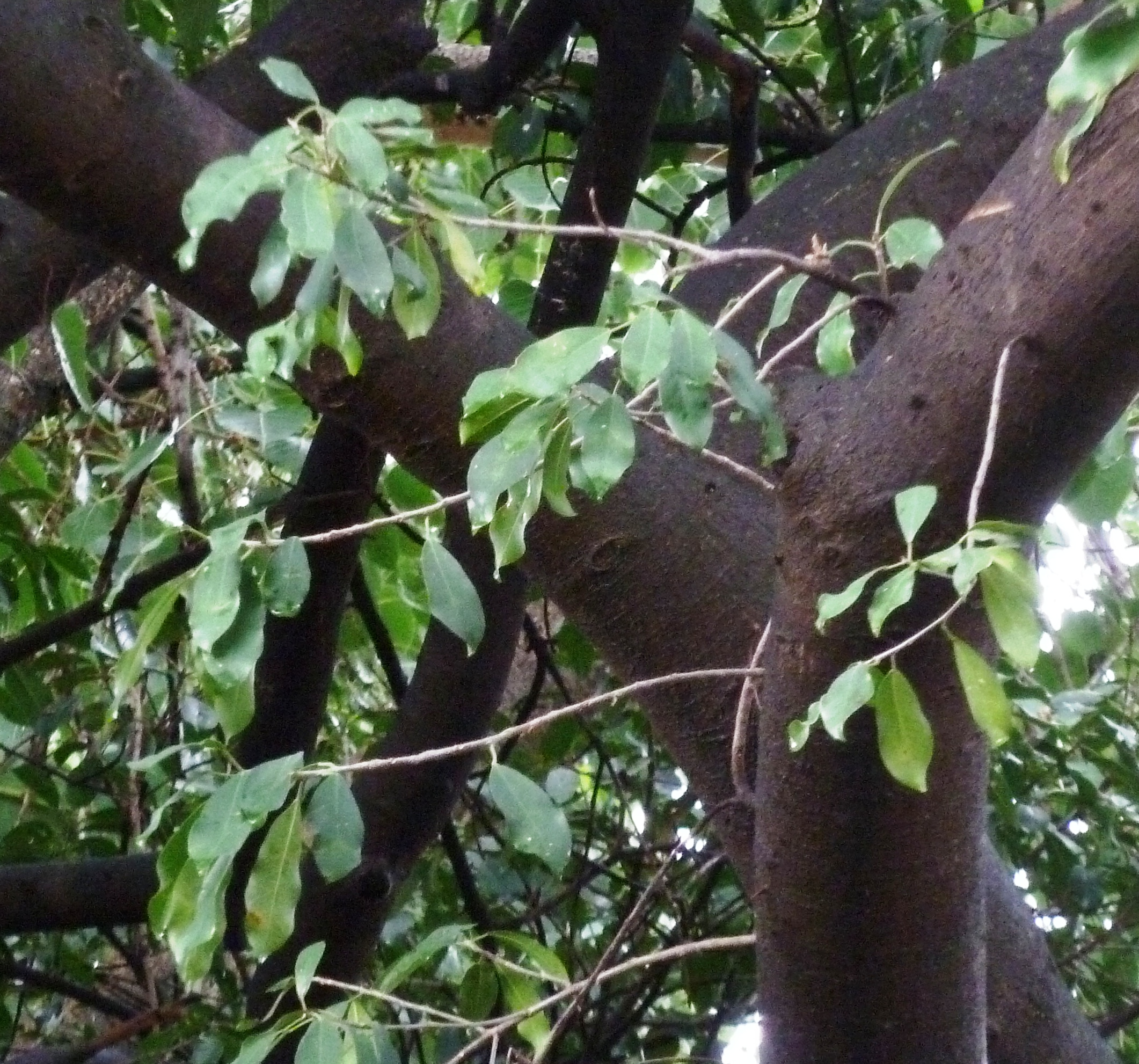